# Phaeophilacris maxima
Phaeophilacris maxima är en insektsart som beskrevs av Lucien Chopard 1970. Phaeophilacris maxima ingår i släktet Phaeophilacris och familjen syrsor. Inga underarter finns listade i Catalogue of Life.